# Schanze Merzhausen
Die Schanze Merzhausen ist eine Wallburg am Nordhang des Lehrnbergs südlich vom Usinger Ortsteil Merzhausen im Hochtaunus. Sie hat die Form eines offenen Trapezes. Der Wall auf der westlichen Seite ist ca. 30 Meter lang, der Wall auf der Ostseite rund 15 Meter und der Südwall rund 10 Meter. Allen Wällen ist ein kleiner Graben vorgelagert. Die Anlage ist aufgrund der Lage in einem dichten Dickicht schwer zugänglich. 
Die Zeitstellung ist unklar. Aufgrund der Form könnte es sich um eine Geschützstellung handeln. 

## Denkmalschutz
Der Bereich der Wallanlage ist ein Bodendenkmal nach dem Hessischen Denkmalschutzgesetz. Nachforschungen und gezieltes Sammeln von Funden sind genehmigungspflichtig, Zufallsfunde an die Denkmalbehörden zu melden.